# 2016-os Formula–1 spanyol nagydíj
A spanyol nagydíj volt a 2016-os Formula–1 világbajnokság ötödik futama, amelyet 2016. május 13. és május 15. között rendeztek meg a spanyolországi Circuit de Catalunyán, Barcelonában. Ettől a hétvégétől Max Verstappen a Red Bull pilótájává lépett elő, míg Danyiil Kvjat visszakerült korábbi csapatához, a Toro Rossóhoz. Verstappen első futamán győzni tudott új csapatánál, ezzel ő lett minden idők legfiatalabb győztese és minden idők legfiatalabb dobogós helyezettje is.

## Szabadedzések

### Első szabadedzés
A spanyol nagydíj első szabadedzését május 13-án, pénteken délelőtt tartották.
| helyezés | versenyző         | csapat/motor         | elért idő  | különbség | futott kör |
| -------- | ----------------- | -------------------- | ---------- | --------- | ---------- |
| 1        | Sebastian Vettel  | Ferrari              | 1:23,951   | −         | 22         |
| 2        | Kimi Räikkönen    | Ferrari              | 1:24,089   | +0,138    | 18         |
| 3        | Nico Rosberg      | Mercedes             | 1:24,454   | +0,503    | 34         |
| 4        | Lewis Hamilton    | Mercedes             | 1:24,611   | +0,660    | 33         |
| 5        | Daniel Ricciardo  | Red Bull-TAG Heuer   | 1:25,416   | +1,465    | 25         |
| 6        | Max Verstappen    | Red Bull-TAG Heuer   | 1:25,585   | +1,634    | 29         |
| 7        | Valtteri Bottas   | Williams-Mercedes    | 1:25,672   | +1,721    | 36         |
| 8        | Carlos Sainz Jr.  | Toro Rosso-Ferrari   | 1:26,078   | +2,127    | 19         |
| 9        | Felipe Massa      | Williams-Mercedes    | 1:26,186   | +2,235    | 32         |
| 10       | Fernando Alonso   | McLaren-Honda        | 1:26,243   | +2,292    | 18         |
| 11       | Kevin Magnussen   | Renault              | 1:26,576   | +2,625    | 30         |
| 12       | Danyiil Kvjat     | Toro Rosso-Ferrari   | 1:26,583   | +2,632    | 21         |
| 13       | Nico Hülkenberg   | Force India-Mercedes | 1:26,938   | +2,987    | 27         |
| 14       | Sergio Pérez      | Force India-Mercedes | 1:27,064   | +3,113    | 9          |
| 15       | Felipe Nasr       | Sauber-Ferrari       | 1:27,253   | +3,302    | 27         |
| 16       | Romain Grosjean   | Haas-Ferrari         | 1:27,258   | +3,307    | 17         |
| 17       | Esteban Gutiérrez | Haas-Ferrari         | 1:27,283   | +3,332    | 18         |
| 18       | Marcus Ericsson   | Sauber-Ferrari       | 1:27,392   | +3,441    | 24         |
| 19       | Jenson Button     | McLaren-Honda        | 1:27,610   | +3,659    | 19         |
| 20       | Pascal Wehrlein   | Manor-Mercedes       | 1:28,084   | +4,133    | 29         |
| 21       | Rio Haryanto      | Manor-Mercedes       | 1:29,052   | +5,101    | 34         |
| 22       | Esteban Ocon      | Renault              | idő nélkül | –         | 6          |

### Második szabadedzés
A spanyol nagydíj második szabadedzését május 13-án, pénteken délután tartották.
| helyezés | versenyző         | csapat/motor         | elért idő | különbség | futott kör |
| -------- | ----------------- | -------------------- | --------- | --------- | ---------- |
| 1        | Nico Rosberg      | Mercedes             | 1:23,922  | −         | 35         |
| 2        | Kimi Räikkönen    | Ferrari              | 1:24,176  | +0,254    | 31         |
| 3        | Lewis Hamilton    | Mercedes             | 1:24,641  | +0,719    | 27         |
| 4        | Sebastian Vettel  | Ferrari              | 1:25,017  | +1,095    | 35         |
| 5        | Carlos Sainz Jr.  | Toro Rosso-Ferrari   | 1:25,131  | +1,209    | 39         |
| 6        | Daniel Ricciardo  | Red Bull-TAG Heuer   | 1:25,194  | +1,272    | 37         |
| 7        | Fernando Alonso   | McLaren-Honda        | 1:25,342  | +1,420    | 31         |
| 8        | Max Verstappen    | Red Bull-TAG Heuer   | 1:25,375  | +1,453    | 31         |
| 9        | Sergio Pérez      | Force India-Mercedes | 1:25,437  | +1,515    | 32         |
| 10       | Nico Hülkenberg   | Force India-Mercedes | 1:25,453  | +1,531    | 35         |
| 11       | Valtteri Bottas   | Williams-Mercedes    | 1:25,708  | +1,786    | 30         |
| 12       | Jenson Button     | McLaren-Honda        | 1:25,893  | +1,971    | 20         |
| 13       | Romain Grosjean   | Haas-Ferrari         | 1:25,899  | +1,977    | 33         |
| 14       | Kevin Magnussen   | Renault              | 1:26,244  | +2,322    | 40         |
| 15       | Danyiil Kvjat     | Toro Rosso-Ferrari   | 1:26,375  | +2,453    | 44         |
| 16       | Felipe Massa      | Williams-Mercedes    | 1:26,491  | +2,569    | 36         |
| 17       | Jolyon Palmer     | Renault              | 1:26,770  | +2,848    | 16         |
| 18       | Pascal Wehrlein   | Manor-Mercedes       | 1:26,960  | +3,038    | 40         |
| 19       | Rio Haryanto      | Manor-Mercedes       | 1:27,252  | +3,330    | 39         |
| 20       | Felipe Nasr       | Sauber-Ferrari       | 1:27,812  | +3,890    | 40         |
| 21       | Esteban Gutiérrez | Haas-Ferrari         | 1:28,205  | +4,283    | 9          |
| 22       | Marcus Ericsson   | Sauber-Ferrari       | 1:28,501  | +4,579    | 42         |

### Harmadik szabadedzés
A spanyol nagydíj harmadik szabadedzését május 14-én, szombaton délelőtt tartották.
| helyezés | versenyző         | csapat/motor         | elért idő | különbség | futott kör |
| -------- | ----------------- | -------------------- | --------- | --------- | ---------- |
| 1        | Nico Rosberg      | Mercedes             | 1:23,078  | −         | 15         |
| 2        | Lewis Hamilton    | Mercedes             | 1:23,204  | +0,126    | 11         |
| 3        | Sebastian Vettel  | Ferrari              | 1:23,225  | +0,147    | 16         |
| 4        | Max Verstappen    | Red Bull-TAG Heuer   | 1:23,719  | +0,641    | 10         |
| 5        | Daniel Ricciardo  | Red Bull-TAG Heuer   | 1:23,816  | +0,738    | 9          |
| 6        | Kimi Räikkönen    | Ferrari              | 1:24,110  | +1,032    | 13         |
| 7        | Valtteri Bottas   | Williams-Mercedes    | 1:24,356  | +1,278    | 14         |
| 8        | Sergio Pérez      | Force India-Mercedes | 1:24,472  | +1,394    | 15         |
| 9        | Danyiil Kvjat     | Toro Rosso-Ferrari   | 1:24,553  | +1,475    | 13         |
| 10       | Fernando Alonso   | McLaren-Honda        | 1:24,555  | +1,477    | 13         |
| 11       | Nico Hülkenberg   | Force India-Mercedes | 1:24,585  | +1,507    | 15         |
| 12       | Felipe Massa      | Williams-Mercedes    | 1:24,621  | +1,543    | 15         |
| 13       | Carlos Sainz Jr.  | Toro Rosso-Ferrari   | 1:24,695  | +1,617    | 21         |
| 14       | Romain Grosjean   | Haas-Ferrari         | 1:24,981  | +1,903    | 13         |
| 15       | Jenson Button     | McLaren-Honda        | 1:25,051  | +1,973    | 13         |
| 16       | Kevin Magnussen   | Renault              | 1:25,100  | +2,022    | 12         |
| 17       | Esteban Gutiérrez | Haas-Ferrari         | 1:25,130  | +2,052    | 17         |
| 18       | Jolyon Palmer     | Renault              | 1:25,376  | +2,298    | 13         |
| 19       | Felipe Nasr       | Sauber-Ferrari       | 1:25,383  | +2,305    | 22         |
| 20       | Marcus Ericsson   | Sauber-Ferrari       | 1:25,401  | +2,323    | 24         |
| 21       | Pascal Wehrlein   | Manor-Mercedes       | 1:26,097  | +3,019    | 13         |
| 22       | Rio Haryanto      | Manor-Mercedes       | 1:26,251  | +3,173    | 19         |

## Időmérő edzés
A spanyol nagydíj időmérő edzését május 14-én, szombaton futották.
| helyezés              | rajtszám | versenyző         | csapat/motor         | 1. rész  | 2. rész  | 3. rész  | rajthely | futott kör |
| --------------------- | -------- | ----------------- | -------------------- | -------- | -------- | -------- | -------- | ---------- |
| 1                     | 44       | Lewis Hamilton    | Mercedes             | 1:23,214 | 1:22,159 | 1:22,000 | 1        | 13         |
| 2                     | 6        | Nico Rosberg      | Mercedes             | 1:23,002 | 1:22,759 | 1:22,280 | 2        | 12         |
| 3                     | 3        | Daniel Ricciardo  | Red Bull-TAG Heuer   | 1:23,749 | 1:23,585 | 1:22,680 | 3        | 12         |
| 4                     | 33       | Max Verstappen    | Red Bull-TAG Heuer   | 1:23,578 | 1:23,178 | 1:23,087 | 4        | 12         |
| 5                     | 7        | Kimi Räikkönen    | Ferrari              | 1:23,796 | 1:23,504 | 1:23,113 | 5        | 14         |
| 6                     | 5        | Sebastian Vettel  | Ferrari              | 1:24,124 | 1:23,688 | 1:23,334 | 6        | 12         |
| 7                     | 77       | Valtteri Bottas   | Williams-Mercedes    | 1:24,251 | 1:24,023 | 1:23,522 | 7        | 12         |
| 8                     | 55       | Carlos Sainz Jr.  | Toro Rosso-Ferrari   | 1:24,496 | 1:24,077 | 1:23,643 | 8        | 12         |
| 9                     | 11       | Sergio Pérez      | Force India-Mercedes | 1:24,698 | 1:24,003 | 1:23,782 | 9        | 16         |
| 10                    | 14       | Fernando Alonso   | McLaren-Honda        | 1:24,578 | 1:24,192 | 1:23,981 | 10       | 12         |
| 11                    | 27       | Nico Hülkenberg   | Force India-Mercedes | 1:24,463 | 1:24,203 |          | 11       | 13         |
| 12                    | 22       | Jenson Button     | McLaren-Honda        | 1:24,583 | 1:24,348 |          | 12       | 12         |
| 13                    | 26       | Danyiil Kvjat     | Toro Rosso-Ferrari   | 1:24,696 | 1:24,445 |          | 13       | 11         |
| 14                    | 8        | Romain Grosjean   | Haas-Ferrari         | 1:24,716 | 1:24,480 |          | 14       | 12         |
| 15                    | 20       | Kevin Magnussen   | Renault              | 1:24,669 | 1:24,625 |          | 15       | 12         |
| 16                    | 21       | Esteban Gutiérrez | Haas-Ferrari         | 1:24,406 | 1:24,778 |          | 16       | 12         |
| 17                    | 30       | Jolyon Palmer     | Renault              | 1:24,903 |          |          | 17       | 6          |
| 18                    | 19       | Felipe Massa      | Williams-Mercedes    | 1:24,941 |          |          | 18       | 4          |
| 19                    | 9        | Marcus Ericsson   | Sauber-Ferrari       | 1:25,202 |          |          | 19       | 8          |
| 20                    | 12       | Felipe Nasr       | Sauber-Ferrari       | 1:25,579 |          |          | 20       | 8          |
| 21                    | 94       | Pascal Wehrlein   | Manor-Mercedes       | 1:25,745 |          |          | 21       | 9          |
| 22                    | 88       | Rio Haryanto      | Manor-Mercedes       | 1:25,939 |          |          | 22       | 9          |
| 107%-os idő: 1:28,812 |          |                   |                      |          |          |          |          |            |

## Futam
A spanyol nagydíj futama május 15-én, vasárnap rajtolt.
| helyezés | rajtszám | versenyző         | csapat/motor         | futott kör | idő/kiesés oka | rajthely | pont |
| -------- | -------- | ----------------- | -------------------- | ---------- | -------------- | -------- | ---- |
| 1        | 33       | Max Verstappen    | Red Bull-TAG Heuer   | 66         | 1:41:40,017    | 4        | 25   |
| 2        | 7        | Kimi Räikkönen    | Ferrari              | 66         | +0,616         | 5        | 18   |
| 3        | 5        | Sebastian Vettel  | Ferrari              | 66         | +5,581         | 6        | 15   |
| 4        | 3        | Daniel Ricciardo  | Red Bull-TAG Heuer   | 66         | +43,950        | 3        | 12   |
| 5        | 77       | Valtteri Bottas   | Williams-Mercedes    | 66         | +45,271        | 7        | 10   |
| 6        | 55       | Carlos Sainz Jr.  | Toro Rosso-Ferrari   | 66         | +1:01,395      | 8        | 8    |
| 7        | 11       | Sergio Pérez      | Force India-Mercedes | 66         | +1:19,538      | 9        | 6    |
| 8        | 19       | Felipe Massa      | Williams-Mercedes    | 66         | +1:20,707      | 18       | 4    |
| 9        | 22       | Jenson Button     | McLaren-Honda        | 65         | +1 kör         | 12       | 2    |
| 10       | 26       | Danyiil Kvjat     | Toro Rosso-Ferrari   | 65         | +1 kör         | 13       | 1    |
| 11       | 21       | Esteban Gutiérrez | Haas-Ferrari         | 65         | +1 kör         | 16       |      |
| 12       | 9        | Marcus Ericsson   | Sauber-Ferrari       | 65         | +1 kör         | 19       |      |
| 13       | 30       | Jolyon Palmer     | Renault              | 65         | +1 kör         | 17       |      |
| 14       | 12       | Felipe Nasr       | Sauber-Ferrari       | 65         | +1 kör         | 20       |      |
| 15[1]    | 20       | Kevin Magnussen   | Renault              | 65         | +1 kör         | 15       |      |
| 16       | 94       | Pascal Wehrlein   | Manor-Mercedes       | 65         | +1 kör         | 21       |      |
| 17       | 88       | Rio Haryanto      | Manor-Mercedes       | 65         | +1 kör         | 22       |      |
| ki       | 8        | Romain Grosjean   | Haas-Ferrari         | 56         | fékek          | 14       |      |
| ki       | 14       | Fernando Alonso   | McLaren-Honda        | 47         | erőforrás      | 10       |      |
| ki       | 27       | Nico Hülkenberg   | Force India-Mercedes | 22         | olajszivárgás  | 11       |      |
| ki       | 6        | Nico Rosberg      | Mercedes             | 0          | baleset        | 2        |      |
| ki       | 44       | Lewis Hamilton    | Mercedes             | 0          | baleset        | 1        |      |

Megjegyzés:
- ↑ 1:  — Kevin Magnussen eredetileg a 14. helyen ért célba, azonban a Jolyon Palmerrel történt ütközéséért 10 másodperces időbüntetést kapott, így visszaesett egy helyet.[4]

## A világbajnokság állása a verseny után
| H   | Versenyzők       | Pont | H   | Konstruktőrök        | Pont |
| --- | ---------------- | ---- | --- | -------------------- | ---- |
| 1.  | Nico Rosberg     | 100  | 1.  | Mercedes             | 157  |
| 2.  | Kimi Räikkönen   | 61   | 2.  | Ferrari              | 109  |
| 3.  | Lewis Hamilton   | 57   | 3.  | Red Bull-TAG Heuer   | 94   |
| 4.  | Sebastian Vettel | 48   | 4.  | Williams-Mercedes    | 65   |
| 5.  | Daniel Ricciardo | 48   | 5.  | Toro Rosso-Ferrari   | 26   |
| 6.  | Max Verstappen   | 38   | 6.  | Haas-Ferrari         | 22   |
| 7.  | Felipe Massa     | 36   | 7.  | Force India-Mercedes | 14   |
| 8.  | Valtteri Bottas  | 29   | 8.  | McLaren-Honda        | 12   |
| 9.  | Danyiil Kvjat    | 22   | 9.  | Renault              | 6    |
| 10. | Romain Grosjean  | 22   | 10. | Sauber-Ferrari       | 0    |

(A teljes táblázat)

## Statisztikák
- Vezető helyen:

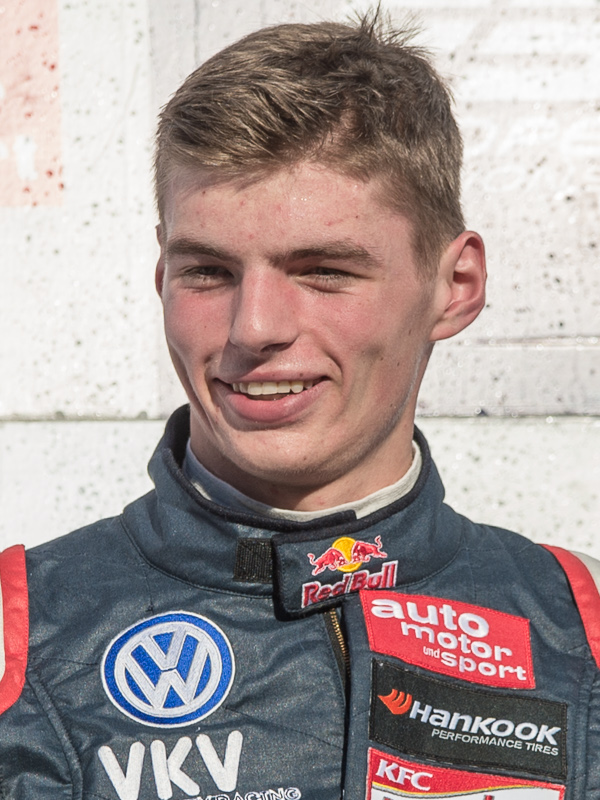
18 éves és 228 napos korában Verstappen lett minden idők legfiatalabb futamgyőztese

  - Daniel Ricciardo: 30 kör (1-10), (16-27) és (36-43)
  - Max Verstappen: 30 kör (11), (28-33) és (44-66)
  - Sebastian Vettel: 4 kör (12-15)
  - Kimi Räikkönen: 2 kör (34-35)
- Lewis Hamilton 52. pole-pozíciója.
- Max Verstappen 1. győzelme.
- Max Verstappen 1., Kimi Räikkönen 83., Sebastian Vettel 82. dobogós helyezése.
- Danyiil Kvjat 1. leggyorsabb köre.
- A Red Bull 51. győzelme.
- Győzelmével Max Verstappen minden idők legfiatalabb dobogós helyezettje és minden idők legfiatalabb futamgyőztese lett, továbbá az első holland nemzetiségű győztes.[5]